# 바닐라 아이스
바닐라 아이스(Vanilla Ice, 1967년 10월 31일 ~ )라는 이름으로 할동하는 로버트 매슈 밴 윙클(Robert Matthew Van Winkle)은 미국의 래퍼이자 배우이다.

## 디스코그래피
- To the Extreme (1990)
- Mind Blowin' (1994)
- Hard to Swallow (1998)
- Bi-Polar (2001)
- Platinum Underground (2005)
- W.T.F. (Wisdom, Tenacity And Focus) (2011)

## 출연 작품
- 넌 실수였어 - 바닐라 아이스 역 (2020)